# Jamaica nos Jogos Paralímpicos de Verão de 2004
Jamaica participou dos Jogos Paralímpicos de Verão de 2004, que foram realizados na cidade de Atenas, na Grécia, entre os dias 17 e 28 de setembro de 2004.
A delegação jamaicana conquista duas medalhas (1 ouro, 1 bronze) nesta edição das Paralimpíadas.